# هاري هربرت
هاري هربرت (بالإنجليزية: Harry Herbert)‏ هو لاعب كرة قدم أسترالية أسترالي، ولد في 2 أغسطس 1934، وتوفي في 19 يناير 2011.

## وصلات خارجية
- هاري هربرت على موقع AustralianFootball.com (الإنجليزية)
- هاري هربرت على موقع AFLtables.com (الإنجليزية)